# Netværke
 For alternative betydninger, se Netværk. (Se også artikler, som begynder med Netværk) Der er for få eller ingen kildehenvisninger i denne artikel, hvilket er et problem. Du kan hjælpe ved at angive troværdige kilder til de påstande, som fremføres i artiklen.

At netværke, også kaldet networking, er dét at pleje sit sociale netværk, bl.a. i karrieresammenhæng. I flere brancher, herunder mediebranchen betragtes networking af nogle arbejdsgivere som værende lige så vigtigt som faglige kompetencer.
For selvstændigt erhvervsdrivende er det faglige netværk en vigtig kilde til at udbrede kendskabet til virksomheden, udvikle egne kompetencer, og ikke mindst, skaffe nye kunder.
I Danmark findes netværk indenfor stort set alle brancher, interesse- og emneområder.
| Erhverv og erhvervsliv | Spire Denne artikel om erhverv, erhvervsliv og arbejdsmarked er en spire som bør udbygges. Du er velkommen til at hjælpe Wikipedia ved at udvide den. |